# Amatori Rugby San Donà
Maillots
Actualités
Dernière mise à jour : 30 août 2012.
L'Amatori Rugby San Donà est un club de rugby à XV italien basé à San Donà di Piave participant au Championnat d'Italie de rugby à XV. Il est fondé en 1959 par un groupe de pionniers et est affilié la même année à la Fédération italienne de rugby à XV.

## Historique
L'équipe première joue régulièrement en Série A à la fin des années 1970 jusqu'au milieu des années 1990 : elle atteindra 4 fois les demi-finales durant cette période. Beaucoup de joueurs internationaux italiens ont été formés à l'Amatori Rugby San Donà : les représentants les plus connus étant Adriano Fedrigo (41 sélections), Giancarlo Pivetta, pilier de l'équipe nationale de 1979 à 1983, 53 capes et 2 Coupes du Monde, et Andrea Sgorlon, actuellement entraîneur des U.17 de la Nazionali Azzurre.
Après 12 ans passés en Deuxième Division, le club remonte en Eccellenza à l'issue de la saison 2011-2012.

## Palmarès
- Vainqueur de la Coupe d'Italie de rugby à XV 2017-2018
- Série A : 2012.

## Effectif de la saison 2012-2013
| Nom                 | Poste            | Date de naissance | Nationalité sportive | Sélections (PM) | Club précédent | Année d'arrivée au club |
| ------------------- | ---------------- | ----------------- | -------------------- | --------------- | -------------- | ----------------------- |
| Carlo Cendron       | Pilier           | 20 décembre 1984  | Italie               | -               | -              | -                       |
| Dario Ceglie        | Pilier           | 27 janvier 1992   | Italie               | -               | -              | -                       |
| Federico Brussolo   | Pilier           | 10 novembre 1991  | Italie               | -               | -              | -                       |
| Filippo Filipetto   | Pilier           | 6 juin 1989       | Italie               | -               | -              | -                       |
| Michele Florian     | Pilier           | 8 février 1992    | Italie               | -               | -              | -                       |
| Mattia Mazzola      | Talonneur        | 31 août 1989      | Italie               | -               | -              | -                       |
| Alessandro Sturz    | Talonneur        | 23 avril 1992     | Italie               | -               | -              | -                       |
| Federico Zecchin    | Talonneur        | 25 octobre 1989   | Italie               | -               | -              | -                       |
| Andrea Casagrande   | Deuxième ligne   | 13 mars 1992      | Italie               | -               | -              | -                       |
| Lucas Lehmann       | Deuxième ligne   | 29 août 1992      | Argentine            | -               | -              | -                       |
| Federico Minello    | Deuxième ligne   | 20 novembre 1978  | Italie               | -               | -              | -                       |
| Marco Montani       | Deuxième ligne   | 18 octobre 1982   | Italie               | -               | -              | -                       |
| Giorgio Bacchin     | Troisième ligne  | 17 octobre 1990   | Italie               | -               | -              | -                       |
| Alessandro Mucelli  | Demi de mêlée    | 2 février 1983    | Italie               | -               | -              | -                       |
| Giordano Zanet      | Demi de mêlée    | 2 mars 1986       | Italie               | -               | -              | -                       |
| Vasco Zanet         | Demi de mêlée    | 31 mai 1990       | Italie               | -               | -              | -                       |
| Gabriele Brussolo   | Demi d'ouverture | 8 avril 1985      | Italie               | -               | -              | -                       |
| Pierfrancesco Dotta | Demi d'ouverture | 7 juillet 1989    | Italie               | -               | -              | -                       |
| Enrico Bacchin      | Centre           | 28 janvier 1992   | Italie               | -               | -              | -                       |
| Riccardo Bona       | Centre           | 9 novembre 1982   | Italie               | -               | -              | -                       |
| Riccardo Buratto    | Centre           | 22 août 1985      | Italie               | -               | -              | -                       |
| Alberto Cibin       | Centre           | 7 décembre 1985   | Italie               | -               | -              | -                       |
| Andrea Persico      | Centre           | 11 août 1989      | Italie               | -               | -              | -                       |
| Bogdan Iovu         | Centre           | 19 octobre 1984   | Roumanie             | -               | -              | -                       |
| Marco Battistella   | Ailier           | 23 janvier 1992   | Italie               | -               | -              | -                       |
| Edoardo Boer        | Ailier           | 16 janvier 1992   | Italie               | -               | -              | -                       |
| Diego Bressan       | Ailier           | 2 juillet 1973    | Argentine            | -               | -              | -                       |
| Gianmaria Cincotto  | Arrière          | 28 décembre 1986  | Italie               | -               | -              | -                       |
| Stefano Secco       | Arrière          | 19 octobre 1988   | Italie               | -               | -              | -                       |
| Matteo Zanette      | Arrière          | 13 juin 1984      | Italie               | -               | -              | -                       |

## Joueurs célèbres
- Giancarlo Pivetta
- Andrea Sgorlon
- Joel Stransky